# Giải vô địch bóng đá U-19 nữ Đông Nam Á 2014
Giải vô địch bóng đá nữ U-19 Đông Nam Á 2014 là giải vô địch bóng đá nữ U-19 Đông Nam Á đầu tiên. Giải được tổ chức tại Băng Cốc, Thái Lan từ ngày 16 đến ngày 26 tháng 8 năm 2014. Tất cả các trận diễn ra ở Trung tâm thể thao Thành Long.

## Các đội tham dự
Giải đấu không có vòng loại, tất cả đều được tham dự vòng chung kết. Các đội bóng thành viên của Liên đoàn bóng đá Đông Nam Á dưới đây đều tham dự giải đấu.
| Đội        | Hiệp hội        | Tham dự | Thành tích tốt nhất lần trước |
| ---------- | --------------- | ------- | ----------------------------- |
| Myanmar    | LĐBĐ Myanmar    | 1 lần   | Lần đầu                       |
| Singapore  | HHBĐ Singapore  | 1 lần   | Lần đầu                       |
| Thái Lan   | HHBĐ Thái Lan   | 1 lần   | Lần đầu                       |
| Đông Timor | HHBĐ Đông Timor | 1 lần   | Lần đầu                       |
| Việt Nam   | LĐBĐ Việt Nam   | 1 lần   | Lần đầu                       |

## Vòng bảng
| Đội        | Tr | T | H | B | BT | BB | HS  | Đ  |
| ---------- | -- | - | - | - | -- | -- | --- | -- |
| Thái Lan   | 4  | 4 | 0 | 0 | 36 | 1  | +35 | 12 |
| Việt Nam   | 4  | 2 | 1 | 1 | 31 | 3  | +28 | 7  |
| Myanmar    | 4  | 2 | 1 | 1 | 27 | 4  | +23 | 7  |
| Singapore  | 4  | 1 | 0 | 3 | 4  | 34 | −30 | 3  |
| Đông Timor | 4  | 0 | 0 | 4 | 0  | 56 | −56 | 0  |

| Thái Lan                             | 3–0     | Myanmar |
| ------------------------------------ | ------- | ------- |
| Mongkoldee 20', 90+3' · Thongmai 69' | Báo cáo |         |

| Đông Timor | 0–4     | Singapore                                                                                          |
| ---------- | ------- | -------------------------------------------------------------------------------------------------- |
|            | Báo cáo | Nurul Khairiah Binte Azhar 1', 72' · Nur Faradila Binte Rafidi 6' · Sitianiwati Binte Rosielin 69' |

| Singapore | 0–10    | Việt Nam                                                                                                |
| --------- | ------- | --- |
|           | Báo cáo | Minh Anh 5' · Hoài Lương 7', 13', 19', 24', 35', 37' · Kim Anh 28' · Bùi Thị Trang 57' · Thùy Trang 83' |

| Đông Timor | 0–17    | Thái Lan |
| ---------- | ------- | --- |
|            | Báo cáo | Pradisorn 5' · Jaiton 10' · Thong-Im 19', 29', 32' · Mongkoldee 41', 51' · Pengngam 45', 70', 78', 80', 89' · Chuchuen 47', 90+3' · Siserm 49', 52' · Senkram 63' |

| Việt Nam | 19–0    | Đông Timor |
| --- | ------- | ---------- |
| Thùy Hương 7', 24' · Thùy Trang 15', 21', 45', 57' · Hồng Tươi 25', 44', 80' · Hoàng Thị Mười 51', 86', 88', 90', 93' · Hoài Lương 59', 66', 71', 76' · Kim Anh 85' | Báo cáo |            |

| Myanmar | 10–0    | Singapore |
| --- | ------- | --------- |
| Nilar Win 9', 19', 72', 74', 81' · Kay Zin Myint 17', 40', 57' · Yun Me Me Lwin 45+1' · May Sabai Phoo 76' | Báo cáo |           |

| Đông Timor | 0–16    | Myanmar |
| ---------- | ------- | --- |
|            | Báo cáo | Nilar Win 27', 30', 31', 34', 47', 52', 54', 56', 80', 84' · May Sabai Phoo 45+1' · Theint Ko Ko 50' · Kay Zin Myint 73', 90+1' · Wai Zin Hnin 79' |

| Thái Lan | 0–1     | Việt Nam       |
| -------- | ------- | -------------- |
|          | Báo cáo | Hoài Lương 23' |

| Singapore | 0–14    | Thái Lan |
| --------- | ------- | --- |
|           | Báo cáo | Thong-Im 16', 25', 62', 71', 74' · Siserm 24' · Pengngam 33', 70', 77', 90' · Chuchuen 57', 68' · Sridarak 59' · Choodet 64' |

| Myanmar          | 1–1     | Việt Nam                 |
| ---------------- | ------- | ------------------------ |
| Wai Zin Hnin 64' | Báo cáo | Khin Pyae Lin 44' (l.n.) |

## Vòng đấu loại trực tiếp

### Tranh hạng ba
| Myanmar                                                                             | 5–0     | Singapore |
| ----------------------------------------------------------------------------------- | ------- | --------- |
| Yun Me Me Lwin 4', 11' · May Sabai Phoo 45+1' · Yu Per Khine 57' · Theint Ko Ko 64' | Báo cáo |           |

### Chung kết
| Thái Lan                                            | 0–0 (s.h.p.) | Việt Nam                                          |
| --------------------------------------------------- | ------------ | ------------------------------------------------- |
|                                                     | Báo cáo      |                                                   |
| Loạt sút luân lưu                                   |              |                                                   |
| Tuket · Chuchuen · Upapong · Mongkoldee · Pradisorn | 5-3          | Hoài Lương · Biện Thị Hằng · Thùy Hương · Kim Anh |